# Fast (Motion)
"Fast (Motion)" é uma cação da rapper americana Saweetie, gravada para seu álbum de estréia, Pretty Bitch Music. Foi lançada através do seu próprio selo, Icy, e pelas gravadoras Warner Records e Artistry Worldwide, como quarto single do álbum em 7 de maio de 2021.

## Histórico e lançamento
O lançamento de "Fast (Motion)" vem depois de uma série de canções, incluindo "Best Friend" da própria Saweetie, com a participação de Doja Cat. Seguiu-se o lançamento de um remix para "Slow Clap" de Gwen Stefani. Saweetie mais tarde lançou o extended play, Pretty Summer Playlist: Season 1. "Fast (Motion)" foi lançado em 7 de maio de 2021, pela Icy e Warner Records. É o quarto single de seu próximo álbum de estreia, Pretty Bitch Music, seguindo "Tap In", "Back to the Streets" e "Best Friend".

## Composição
"Fast (Motion)" é uma "faixa cinética de dança-rap" que Tom Breihan do Stereogum chamou de "emborrachada" e "energética". A música foi produzida por The Monarch e foi inspirada na cultura dance de Miami.

## Videoclipe
O videoclipe de "Fast (Motion)" foi dirigido por James Larese. A maquiagem é feita por Deanna Paley, que já trabalhou com Saweetie anteriormente. No vídeo, Saweetie atua em várias atividades esportivas, incluindo futebol, futebol americano, atletismo, boxe, além de paraquedismo e basquete. O vídeo apresenta uma participação especial do jogador da WNBA, A'ja Wilson.

## Faixas e formatos
Download digital
1. "Fast (Motion)" – 2:50

Download digital – Versões Instrumental e Acapella
1. "Fast (Motion)" [Instrumental] – 2:50
2. "Fast (Motion)" [Acapella] – 2:46

Notas
- A canção contém sample de "Got Me Good" (2012), escrita por Ciara, Olivia Waithe e Rodney Jerkins, e interpretada por Ciara.

## Desempenho nas paradas musicais
| País — Tabela musical (2021)                        | Melhor posição |
| --------------------------------------------------- | -------------- |
| Estados Unidos (Bubbling Under Hot 100 – Billboard) | 24             |
| Estados Unidos (Rhythmic – Billboard)               | 11             |
| Nova Zelândia (Hot Singles – RMNZ)                  | 34             |

## Histórico de lançamento
| Região | Data              | Formato                    | Versão                           | Gravadora  | Ref.                       |
| ------ | ----------------- | -------------------------- | -------------------------------- | ---------- | -------------------------- |
| Várias | 7 de maio de 2021 | Download digital streaming | Original instrumental e acapella | Icy Warner | [ 5 ] [ 10 ] [ 14 ] [ 15 ] |